# 成瀬正定
成瀬 正定（なるせ まささだ、? - 文化4年（1807年）8月7日）は、江戸幕府の旗本。通称は正孝、小彌太、藤蔵、吉右衛門。父は成瀬吉右衛門。妻は中根宇右衛門正興の娘で、後妻は井上帯刀正朝の娘。屋敷は大塚吹上にあった。

## 略歴

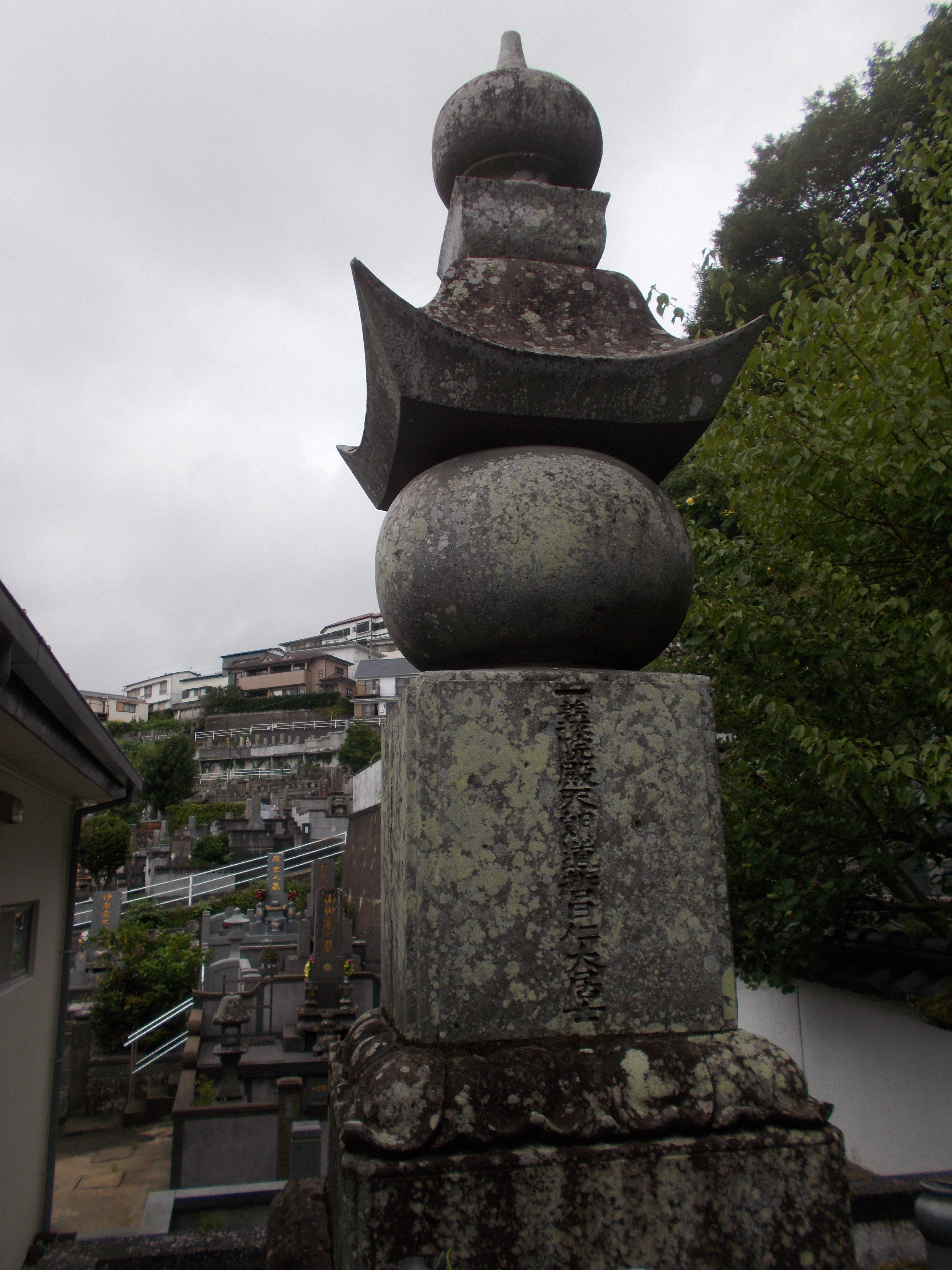
成瀬正定の墓（長崎市本蓮寺）

安永3年（1774年）7月28日、初めて将軍徳川家治に御目見を果たす。
天明4年（1784年）3月6日、34歳で2400石の家督を継ぐ。同年12月3日、中奥の番士に就任。
同7年（1787年）6月10日、江戸城西ノ丸の目付に転じる。同年12月18日、布衣の着用を許される。
寛政4年（1792年）3月8日、目付となる。
同7年（1795年）3月13日、将軍徳川家斉が小金原で狩りをした時の働きにより、時服2領を賜る。
翌8年（1796年）4月29日、堺奉行に就任。同年7月1日、従五位下に叙任。因幡守を名乗る。
翌9年（1797年）4月4日、大坂町奉行となる。
享和元年（1801年）4月12日、長崎奉行に就任。
文化4年（1807年）8月7日、長崎の地で死去。墓所は長崎市内の本蓮寺にある。

## 長崎奉行在任中の出来事
享和元年（1801年）、漂着した外国船の調査で、オランダ商館の協力でこれがマカオから出航したポルトガル船だったことが判明した際には、厳罰に処することを避けてマレー語を話すアンボイナの難民として処理。乗組員の生存者を、軟禁状態にしたうえであったが日本に滞在させ、最大1年半かけてオランダ船や唐船に乗せて送還した。
19世紀初頭に、天草郡で広まっていた「異宗」について島原藩が調べていたころ、成瀬は同僚の長崎奉行・肥田頼常とともに、長崎町年行事の末次忠助を通じて、島原藩御用達商人の島原屋早太に問い合わせをしている。「異宗」問題が長崎奉行から指摘されれば、幕府からの御咎めを受ける恐れがあると考えた島原藩は、文化元年（1804年）10月に天草の「異宗」の存在を認めたうえで、幕府に対して今後の吟味方針をどうするかの伺いをたてた。これが翌年の「天草崩れ」へとつながった。
同年10月9日、ロシア皇帝の国書を携えたニコライ・レザノフが長崎港に来港した際には、レザノフと交渉し、国書の受け取りにも通商交渉にも応じられないと回答した。この時のレザノフたちへの成瀬の対応は非常に冷淡で、ナジェージタ号艦長のクルーゼンシュテルンはその冷遇に憤懣やるかたなかったという。クルーゼンシュテルンは成瀬の同僚である肥田頼常を「尊敬すべき長崎総督」「彼は滞在中我等に対して、専制君主を主とする官吏においては容易にえがたき寛大を以て処置した」と述べているが、成瀬はロシア使節に対して終始強硬な態度で接した。
長崎警備の担当者であった佐賀藩の鍋島氏は、ロシア使節来航予告情報を受けてどのように対処すればいいかをはかりかねて、長崎町年寄の高島作兵衛を介して、成瀬の家老である平尾文十郎に問い合わせている。これに対して、奉行には何もお達しが無いのだから、寛政5年にロシア使節ラクスマンが日本の漂流民を乗せて来航した時の方法を基準にするしかないという返答をしている。